# Галич, Янош
Янош Галич (венг. Gálicz János; 1890—1939) — советский военный венгерского происхождения, участник Гражданской войны в Испании, где имел прозвище «Генерал Гал» (General Gal).

## Биография
Родился в 1890 году в городе Тоткомлош в Австро-Венгрии (в настоящее время медье Бекеш в Венгрии).
В составе австро-венгерской армии участвовал в Первой мировой войне. Попал на Восточном фронте в российский плен. Стал коммунистом, вступил в Красную армию, принимал участие в Гражданской войне в России.
Обучался в Военной академии им. Фрунзе в Москве, получил звание полковника. В 1936 году был послан в Испанию, воевал в интернациональной бригаде в Гражданской войне в Испании под вымышленным именем Иосифа Ивановича Гала (исп. José Ivanovich Gal). Некоторое время в начале 1937 года командовал интербригадой имени Авраама Линкольна, но был заменён Владимиром Чопичем. Затем командовал другими испанскими дивизиями.
После победы в войне испанских националистов, вернулся в СССР, где был репрессирован — осужден военным судом и казнен в 1939 году в Москве, как и Владимир Чопич.